# پانتانوس د سنتلا
پانتانوس د سنتلا (به اسپانیایی: Pantanos de Centla) یک منطقهٔ مسکونی در مکزیک است که در Centla Municipality واقع شده‌است.